# Súper Liga Americana de Rugby 2022
La Súper Liga Americana de Rugby 2022 fu la 3ª edizione della competizione interconfederale di rugby a 15 dell'America meridionale organizzata da Sudamérica Rugby tra squadre di club delle federazioni di Argentina, Brasile, Cile, Colombia, Paraguay e Uruguay, 
Si tenne dal 13 marzo 2022 al 27 maggio 2022 tra 6 squadre, le quali si incontrarono a girone unico nella stagione regolare che espresse le quattro qualificate ai play-off.
Al pari di come stabilito nella stagione precedente per minimizzare i rischi da contagio di COVID-19, Sudamérica Rugby concentrò il torneo in cinque sedi su tre Paesi, Cile (stadii Figueroa di Valparaíso e della Pintana a Santiago), Paraguay (stadi Aranda di Ciudad del Este ed Eroi di Curupayty ad Asunción) e Uruguay (stadio Charrúa di Montevideo); quest'ultimo Paese ospitò anche tutta la fase a play-off (semifinali e finale).
I play-off riproposero tre delle quattro semifinaliste dell'anno precedente (l'uruguaiana Peñarol, la cilena Selknam e l'argentina Jaguares), con la colombiana Cafeteros Pro ultima qualificata a rimpiazzare la paraguaiana Olimpia Lions; il Peñarol, vincitore della stagione regolare, batté proprio il Cafeteros nella prima semifinale di Montevideo con il punteggio di 34-13; nella seconda semifinale Selknam ebbe a sorpresa la meglio sugli esperti Jaguares battendoli 16-10.
La finale, nello stadio di casa del Peñarol, vide gli uruguaiani vincere il proprio primo titolo sudamericano battendo Selknam 24-13.
Il valore delle marcature, come stabilito da World Rugby nel 2017, è: 5 punti per ciascuna meta (7 se trasformata), 7 punti per la meta tecnica, 3 punti per la realizzazione di ciascun calcio piazzato, idem per il drop.

## Squadre partecipanti
| Federazione | Club          | Sponsor | Città        | Impianto interno     |
| Argentina   | Jaguares      |         | Buenos Aires |                      |
| Brasile     | Cobras        |         | San Paolo    |                      |
| Cile        | Selknam       |         | Santiago     | Stadio della Pintana |
| Colombia    | Cafeteros Pro |         | Medellín     |                      |
| Paraguay    | Olimpia Lions |         | Asunción     |                      |
| Uruguay     | Peñarol       |         | Montevideo   | Stadio Charrúa       |

## Stagione regolare
| 13-3-2022 | 1ª/6ª giornata       | 23-4-2022 |
| --------- | -------------------- | --------- |
| 10-19     | Cobras – Peñarol     | 3-40      |
| 33-22     | Jaguares – Cafeteros | 26-17     |
| 20-22     | Selknam – Olímpia    | 41-19     |
|           |                      |           |
| 2-4-2022  | 4ª/9ª giornata       | 10-5-2022 |
| 19-20     | Cafeteros - Selknam  | 3-64      |
| 42-17     | Olímpia - Cobras     | 25-36     |
| 20-27     | Jaguares - Peñarol   | 14-32     |

| 19-3-2022 | 2ª/7ª giornata      | 29-4-2022 |
| --------- | ------------------- | --------- |
| 49-22     | Jaguares - Olímpia  | 41-21     |
| 0-44      | Cafeteros - Peñarol | 28-51     |
| 46-10     | Selknam - Cobras    | 37-8      |
|           |                     |           |
| 8-4-2022  | 5ª/10ª giornata     | 15-5-2022 |
| 3-31      | Selknam - Peñarol   | 15-8      |
| 35-11     | Jaguares - Cobras   | 84-15     |
| 12-16     | Olímpia - Cafeteros | 10-11     |

| 25/26-3-2022 | 3ª/8ª giornata     | 4-5-2022 |
| ------------ | ------------------ | -------- |
| 20-10        | Selknam - Jaguares | 23-10    |
| 17-23        | Cobras - Cafeteros | 18-29    |
| 15-13        | Olímpia - Peñarol  | 14-42    |

### Classifica
| Pos | Squadra       | G  | V | N | P | PF  | PS  | DP   | BMP | Pt |
| --- | ------------- | -- | - | - | - | --- | --- | ---- | --- | -- |
| 1   | Peñarol       | 10 | 8 | 0 | 2 | 307 | 122 | +185 | 8   | 40 |
| 2   | Selknam       | 10 | 8 | 0 | 2 | 289 | 140 | +149 | 5   | 37 |
| 3   | Jaguares      | 10 | 6 | 0 | 4 | 322 | 210 | +112 | 7   | 31 |
| 4   | Cafeteros Pro | 10 | 4 | 0 | 6 | 168 | 295 | −127 | 4   | 20 |
| 5   | Olimpia Lions | 10 | 3 | 0 | 7 | 202 | 286 | −84  | 4   | 16 |
| 6   | Cobras        | 10 | 1 | 0 | 9 | 145 | 380 | −235 | 2   | 6  |

## Play-off
|  | Semifinali    | Semifinali    | Semifinali |         |         | Finale  | Finale | Finale |  |
|  |               |               |            |         |         |         |        |        |  |
|  | Peñarol       | Peñarol       | 34         |         |         |         |        |        |  |
|  | Peñarol       | Peñarol       | 34         |         |         |         |        |        |  |
|  | Cafeteros Pro | Cafeteros Pro | 13         |         |         |         |        |        |  |
|  | Cafeteros Pro | Cafeteros Pro | 13         |         | Peñarol | Peñarol | 24     |        |  |
|  |               |               |            |         | Peñarol | Peñarol | 24     |        |  |
|  |               |               | Selknam    | Selknam | 13      |         |        |        |  |
|  | Selknam       | Selknam       | Selknam    | Selknam | 13      | 16      |        |        |  |
|  | Selknam       | Selknam       |            |         |         |         |        |        |  |
|  | Jaguares      | Jaguares      | 10         |         |         |         |        |        |  |

### Semifinali
| Arbitro: | Francisco González |

|                                                        |      |                  |
| Pujadas 4’ Bianchi 33’ Viñals 57’ Magno 78’ Favaro 80’ | mt   | 73’ B. González  |
| Etcheverry 33’ Roger 78’, 80’                          | tr   | 73’ Morales      |
| Etcheverry 40’                                         | c.p. | 15’, 51’ Morales |

| Arbitro: | Nehuen Jauri Rivero |

|                     |      |                   |
| Videla 5’           | mt   | 22’ Bogado        |
| Urroz 5’            | tr   | 22’ Prisciantelli |
| Urroz 17’, 54’, 75’ | c.p. | 36’ Prisciantelli |

### Finale
| Arbitro: | Nehuen Jauri Rivero |

| |            | |
| Dosantos 9’ Ardao 20’ | mt         | 57’ tecnica |
| Etcheverry 9’ | tr         | |
| Etcheverry 3’, 14’, 77’ | c.p.       | 24’, 27’ Urroz |
| Etcheverry 40’ | drop       | |
| · Iruleguy · R. Silva · Basso · Vilaseca · Amaya · Etcheverry · Inciarte · 61’ Echeverría · Pujadas · Péculo · Dosantos · 57’ Milán · Bianchi · Civetta · Ardao | Formazioni | Urroz N. Garafulic Strabucchi M. Garafulic Moltedo R. Fernández Torrealba Carrasco Dussaillant Dittus F. Molina Sarmiento Sigren I. Silva A. Escobar |
| Pablo Bouza | Allenatori | Nicolás Bruzzone |